# François Le Gendre
Pour les articles homonymes, voir Le Gendre et Legendre.
François Le Gendre, parfois Legendre est un arithméticien français du XVIIe siècle, auteur d'ouvrages pédagogiques à l'usage de marchands, de traités d'arpentage et de manuels de tenue de comptes. Il est mort en 1675 à Paris et fait partie avec Jean Trenchant, François Barrême avec lequel ses livres entrent en concurrence, Mathieu de la Porte, Christoph Achatius Hager, Valentin Heins (de), Joachim Rademann et Savary, des premiers auteurs de manuels de comptabilité, fréquemment réédités jusqu'au début XIXe siècle
. Il ne doit pas être confondu avec le mathématicien  Adrien-Marie Legendre (1752-1833). 

## Vie et Travaux d'un arithméticien

### Biographie
On sait fort peu de choses de François Legendre.
Il se présente comme écrivain, éditant ses ouvrages à compte d'auteur à Paris ; notamment une arithmétique avec un privilège royal de huit ans, obtenu le 15 décembre 1644. 
En 1646 il est publié pour la première fois chez Cardin Besongne et Guillaume Loyson, à Paris. 
Il se marie le 16 février 1647 à Elisabeth de Luno, fille de René de Luno, décédé, contrôleur des traites foraines à Mézières. Il réside dans  l'enclos de la Commanderie du Cloitre de Saint-Jean de Latran, actuellement, rue de Latran.
En 1655, le 27 juin, un contrat signé par Legendre et son épouse chez Me Ricordeau fait connaître leur signature.
En 1668, il réside rue de la Petite Truanderie. Il meurt à Paris en 1675.

### Premières éditions
En 1648, son Arithmétique en sa perfection parait chez l'auteur, bénéficiaire d'un nouveau privilège pour dix ans. Accordé en 1647, ce privilège est renouvelé le 18 octobre 1656 pour vingt ans. Dans la préface de cet ouvrage, dédié à Louis d'Arpajon, Legendre assure que l'idée d'éditer son arithmétique lui a été fournie par ce puissant protecteur. Propos d'usage pour l'époque, qui le conduisent à affirmer : 
« Il y a quelque temps que j'eu l'honneur de vous présenter vn manuscrit ou plutôt l'original de cet ouvrage lequel vous ayant été agréable, je me résolus pour satisfaire à vos commandements de l'imprimer afin que le public, participant à un travail nécessaire pour son service, vous ait la même obligation que moi de l'accueil favorable que vous lui fîtes. »
Poursuivant, Legendre dévoile son ambition. : 
« Je ne me suis proposé que la gloire de vous plaire et l instruction de Monsieur le Marquis votre fils lequel commence à suivre les traces du plus vertueux & plus généreux père du monde. »

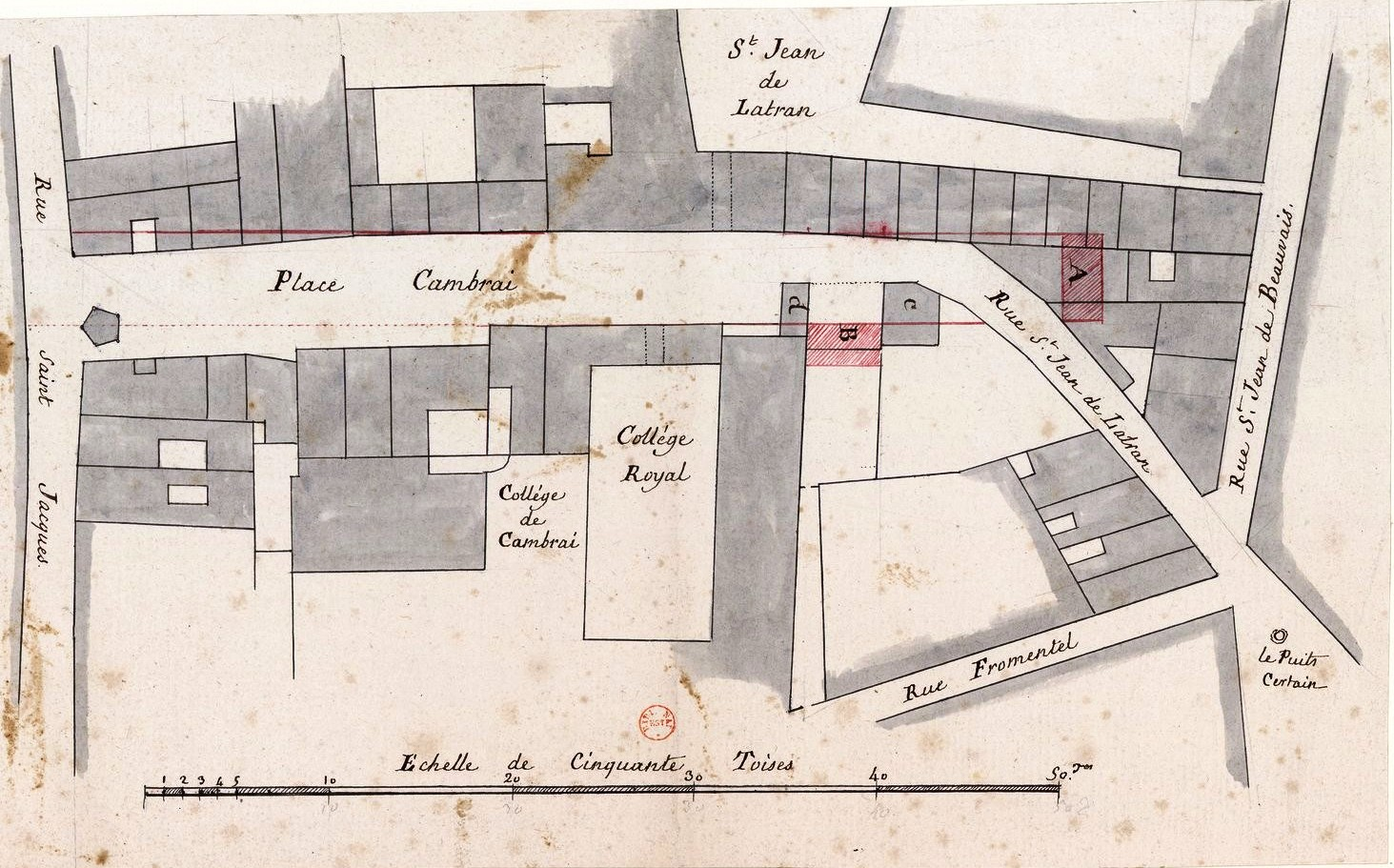
rue Saint Jean de Latran

En 1658, Legendre édite à compte d'auteur une vraye maniere de tenir livres de compte ou de raison par parties doubles. L'adresse de l'auteur est rue de la Truanderie, en face du puits d'amour, désormais rue de la petite Truanderie. Il dédie son ouvrage à Colbert.
Legendre publie les éditions suivantes de son Arithmétique en 1668, 1672, 1673. Cardin Besongne puis Augustin Besoigne, étant co-éditeurs des dernières. 
À partir de la cinquième édition, le contenu de l'Arithmétique est substantiellement augmenté, en particulier l'exposé de la division de nombres se présentant sous forme de fractions est étoffé d'exemples et la vraie manière de tenir les livres de compte ou de raison est jointe aux publications. La veuve de Legendre, Elisabeth de Luno, cède son privilège d'édition de 1678 à Besongne.
De son vivant, les livres de Legendre connaissent une certaine renommée et sont utilisés dans l'enseignement, notamment par les Oratoriens ; le succès de ces ouvrages tient essentiellement à leur caractère pratique.
Comme la stipule une épigramme d'E. Caval, joint à l'édition de 1668 :

## L'arithmétique selon Legendre

### Une mathématique datée
Au milieu du XVIIe siècle, François Legendre expose les objectifs de son ouvrage en ces termes :
« L’arithmétique se divise en deux parties, scavoir en Arithmétique vulgaire, de laquelle je me propose d’expliquer amplement et familièrement les préceptes nécessaires pour résoudre les questions posées en icelle ; et en Arithmétique d’Algèbre, de laquelle j’expliquerai les quatre préceptes ou opérations d’addition, soustraction, multiplication et division au commencement d’un questionnaire que je donnerai en suite de mon traité de géométrie. L’Arithmétique est double, l’une Théorique & l’autre Pratique. L’Arithmétique Théorique est celle qui considère les propriétés des nombres, en temps qu’ils sont composés de plusieurs unités. L’Arithmétique Pratique est celle qui joint le nombre avec la matière, et qui emploie son office dans le commerce des hommes, soit pour la géométrie, astronomie, fortification, finances, marchandises, etc. ».
Cette approche de l'arithmétique souligne le fait qu'on ne s'est pas entièrement débarrassé de l'emploi de l'unité de mesure dans les opérations de calcul. Au moment où Legendre publie ses travaux, l'algèbre de Descartes n'a pas encore triomphé de celle de Viète et pour les contemporains de Legendre cela concerne tous les actes de la vie quotidienne.

### Une  arithmétique imprécise
L'arithmétique de Legendre est entièrement soumise aux instruments de mesure, à leur imprécision et ses calculs intègrent une incertitude que délimite l'utilisation. Ainsi, lors de résolution d'exercices, il peut envisager de noter "5 1/2 ou environ un peu plus" pour exprimer la racine carrée de 33  1/4, soit {\displaystyle 5,7662812973} à {\displaystyle 10^{-10}} près. Comme le soulignent des études récentes, cette expression « ou environ un peu plus »  confirme la gêne dans laquelle se trouve le mathématicien.

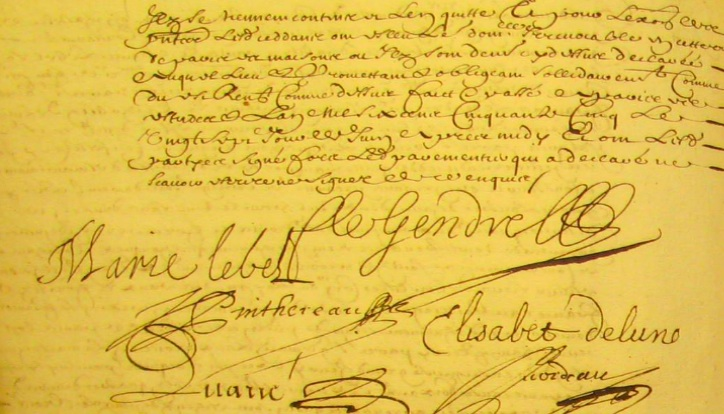
signature de Legendre et de son épouse

« Estans donnez les trois côtes d'un triangle, trouver la perpendiculaire qui tombe de l'un des angles sur le côté majeur. Pour trouver la perpendiculaire du triangle ABC, comme la ligne AD (la perpendiculaire ) ; il faut en premier lieu trouver le point D auquel elle coupe la base, ce qui se fait en cette sorte (une représentation du triangle vient en illustration, avec AB = 6, AC = 8, BC = 7). On ajoutera les deux côtez AB et AC, lesquels feront ensemble 14, on prendra la différence des mêmes côtez qui est 2 ; cela fait on multipliera 14 par 2, viendra 28, lesquels seront divisés par 7 de BC, le quotient sera 4, lequel 4 on otera du même 7, et le reste fera 3, duquel la moitié, qui est 1/2 sera la longueur de la ligne BD ; finalement on prendra le quarré AB qui viendra 36, duquel on soustraira le quarré de BD qui fera 2 1/4 et du reste qui fera 33 1/4 pour le quarré de la perpendiculaire AD, on extraira la racine quarrée, et on aura la longueur de la même perpendiculaire scavoir 5 1/2 ou environ un peu plus. »

### Un héritage issu de Chuquet
À noter que l'Arithmétique de Legendre est encore loin de la modernité de son époque, en particulier de l'Algèbre nouvelle. L'arithmétique théorique se limite pour lui à l'usage de nombres négatifs et à leurs règles de composition. Elle se rapproche davantage de l'usage qu'en font les arpenteurs, particulièrement à partir de la deuxième édition « nouvellement augmenté d’un traicté d’arpentage ». Ses ouvrages participent néanmoins à la création d'un espace absolu dans lequel se pense l'espace réel du royaume. 

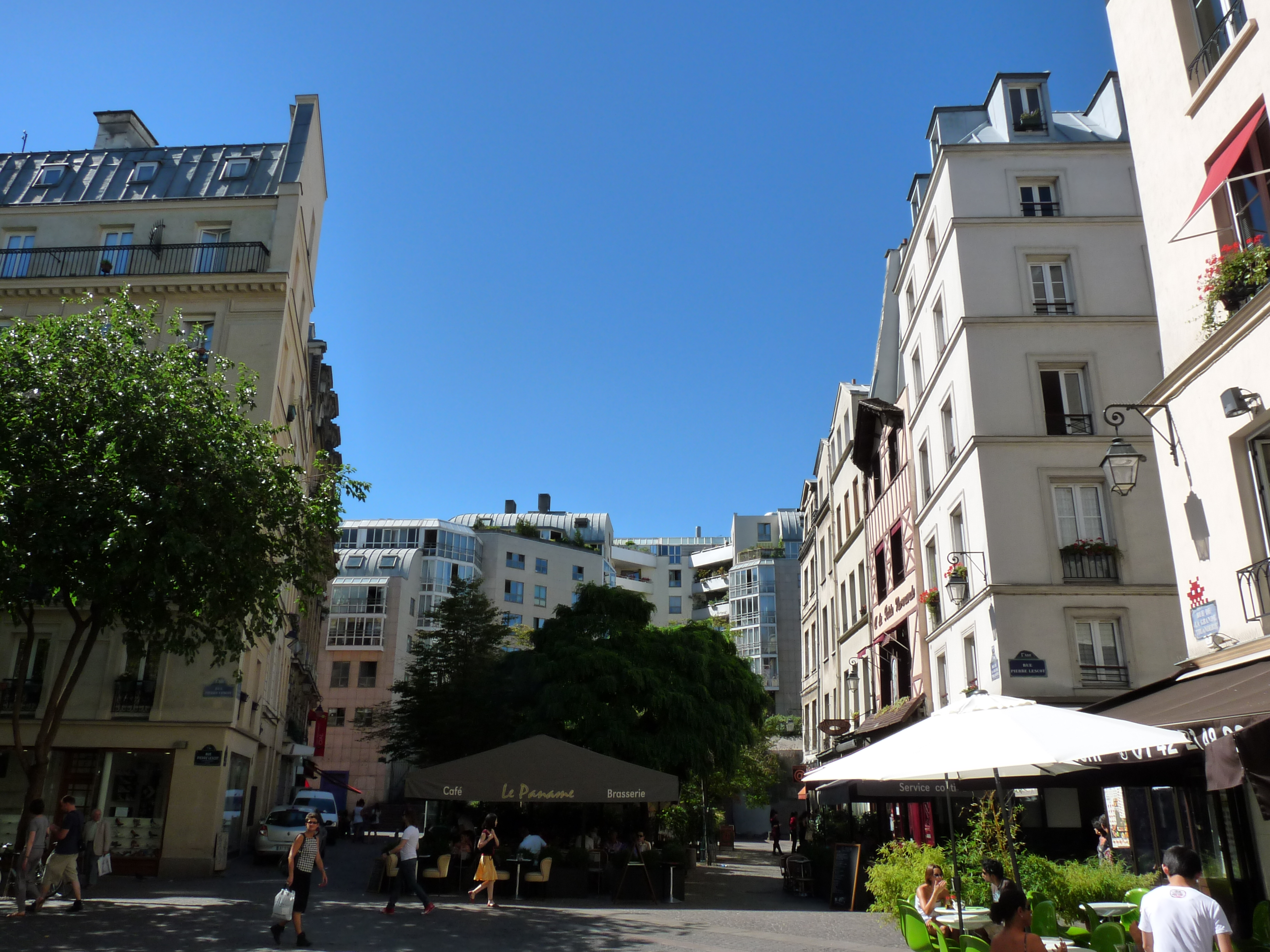
Rue du Puits d'Amour, de nos jours rue de la Petite Truanderie

Quant aux questions diverses illustrant les règles de calculs, elles sont tirées pour bonne part des livres d'arithmétique publiés antérieurement. Témoin, quasiment mot pour mot, les procédures pour deviner le nombre auquel un interlocutaur a pensé, déjà données par Jean Trenchant et avant lui par Estienne de La Roche.
«Deviner un nombre que quelqu'un aura pensé : pour ce faire faut luy faire tripler le nombre qu il aura pensé et de ce triple qu'il en prenne la moitié et derechef qu'il triple cette moitié puis qu'il en prenne encore la moitié. Cela fait on luy demandera combien il y aura de fois 9 et pour autant de fois 9 qu'il aura dit faudra prendre 4 qui sera le nombre qu'il aura pensé. S'il arriue qu'on ne puisse prendre en la premiere opération la moitié on dira qu il y ajoute 1 afin qu'il puisse diuiser le nombre en 2 et encore qu'il triple cette moitié et qu il en prenne la moitié s'il se peut sinon qu'il y ajoute 1 afin de la prendre puis luy demandant combien il y a de fois 9, on comptera 4 pour chacun 9 et à la somme si la première division n'a pu être faite on ajoutera 1 et si c'est la seconde on y ajoutera 2 et si c est l vne et l autre on y ajoutera 3.»
De façon plus générale, les traités de Legendre sont à rapprocher de ceux qu'écrit à la même époque François Barrême, avec qui ses livres rentrent en concurrence, et particulièrement de sa géométrie servant au mesurage , de ses livres faciles pour apprendre l'arithmétique soi-même ou de comptabilité à partie double.

## Rééditions posthumes

### Une matière à procès
- Un procès oppose la veuve Legendre au libraire Irson[18]. Elle lui a cédé une part de l'héritage littéraire de son mari. Claude Irson publie une Méthode pour bien dresser toutes sortes de comptes en 1678,  composé à partir de celui de Legendre (1658) et entièrement remanié[19].

### Éditions numérotées
Cinq rééditions posthumes de son arithmétique (de la septième à la onzième) paraissent à Paris et Lyon de 1679 à 1700.
- La huitième, datant de 1682, est édité chez Besoigne, à Paris[20]
- La neuvième édition, daté de 1690, est publié à Paris chez Augustin Besoigne[21](le privilège octroyé à la veuve est suivi par un privilège pour réimpression pendant huit ans, accordé à Augustin Besoigne, le 30 décembre 1690).
- La dixième édition, datée de 1691, est publiée à Lyon, chez Jean Baptiste Deville[22], en vertu d'une permission du 16 octobre 1690. La même année, Besoigne publie une réédition de son ouvrage[23].
- La onzième, publiée à Bordeaux est imprimé en 1700 chez Simon Boe et Mathieu Chapuis[24]. Elle reprend le privilège d'impression de 1656.

### Rééditions non numérotées
- Une réédition, celle de 1693  est non numérotée.

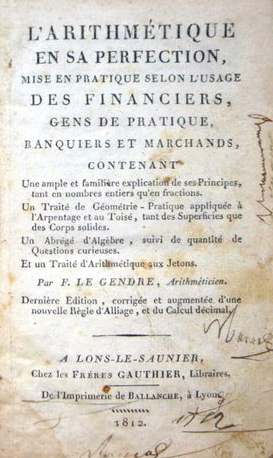
Couverture de l'Arithmétique en sa perfection, édition de 1812

- Un autre parait à Paris , chez Robustel en 1727, une enfin chez Jacques Clouzier, rue Saint Hacques, à l'écu de France en 1740.
- En 1745, son ouvrage est chez Le Clerc, à Paris, au palais[25]. Il est examiné à cette occasion par Alexis Claude Clairaut, qui déclare à ce propos :

« J'ai lu par l'ordre de Monseigneur le chancelier l'Arithmétique de Legendre, augmentée, etc., et je n'ai rien trouvé qui puisse en empêcher la réimpression.
- En 1753, l'ouvrage est réédité à Paris, chez la Veuve Gandouin et chez la veuve Cavelier[27].
- en 1754, il est imprimé chez Savoye à Paris, en reprenant le même privilège d'impression[28].
- Une édition parait à Paris, chez Despilly, en 1771.
- De 1777 à 1788, on compte 4 rééditions de l'arithmétique de Legendre dont trois à Rouen, une chez Dumesnil en 1779[29], chez Antoine Ferrand  en 1781, et une à Limoges chez Martial Barbou, en 1781[30]. Le total des tirages autorisés dépasse 7 000 exemplaires[31].
- L'ouvrage est encore réédité en 1792, à Avignon, chez Bonnet, en 1898 et 1806 à Paris chez les libraires associés[32], et en 1812, à Lons-le-Saunier, chez les frères Gauthier, imprimé chez Ballanche à Lyon [33]. Une dernière édition est imprimée à Mons, chez Monjot en 1820.

### Un ouvrage en constante évolution
Les ouvrages de Legendre, y compris lors des éditions posthumes, évoluent pendant deux siècles, en particulier pour l'édition de 1812.
L'essentiel du contenu demeure, dont le traité de calcul avec  les jetons (écrits Getons, Jettons (1745) et Jetons (1812)) ainsi que le traité d'arpentage. En revanche, le mot algèbre n'apparaît pas dans les premières éditions et ses occurrences augmentent avec le temps tandis que le contenu qui y est consacré se modifie de façon conséquente.
Ainsi, l'édition de 1745 compte 27 occurrences de ce mot, tandis que celle de 1812, en compte 42. Dans les premières éditions, le mot - quand il apparaît - désigne les règles à employer pour traiter les quantités négatives telles que les règles de signe. Dans cette dernière édition, particulièrement originale et profondément modifiée, l'algèbre prend enfin le sens plus conventionnel, quoique vieilli d'algèbre spécieuse. Le rédacteur de cette dernière édition donne d'ailleurs quelques exemples de calculs formels ; distinguant les grandeurs composées et les grandeurs simples (désignées par une seule lettre), il fournit à l'usage d'un public autodidacte une description élémentaire du fonctionnement de l'écriture algébrique (notamment, l'usage de croix de saint André pour la multiplication, quelques règles de distributivité, ou les différences entre {\displaystyle 3b} et {\displaystyle b^{3}}) - il ne donne cependant aucun exemple d'utilisation de ces notations sinon quelques simplifications algébriques vaguement issus des méthodes de fausse position
Quant aux questions diverses, elles se modifient également. S'y adjoignent de 1745 à 1812 des questions curieuses, parfois traités avec des notations algébriques, où l'inconnu est notée {\displaystyle \Delta } ; elles sont alors résolues à la façon de Jean Trenchant.